# Ахмед Герай
Ахме́д Гера́й (Гире́й) Хромо́й (крым. Topal Ahmed Geray, طوپال أحمد كراى‎; убит в 1519 году) — крымский калга (1515—1519), сын крымского хана Менгли I Герая и младший брат хана Мехмеда I Герая.
Встречающиеся в литературе варианты написания имени: Ахмед Гирей, Ахмед Гирай, Ахмат Гирей.

## Биография
Ахмед Герай участвовал в многочисленных военных кампаниях своего отца, крымского хана Менгли I Герая.
В 1512 году Ахмед Герай вместе со своим братом Бурнашем, по указанию отца, Менгли Герая, совершили поход на русские земли. Ограбили и разорили окрестности Одоева и Белёва. При подходе русского войска под командованием боярина Даниила Васильевича Щени-Патрикеева крымские царевичи бежали. В июне того же года Ахмед Герай пытался напасть на Рязанскую Землю, но получив отпор отступил. Московские воеводы преследовали его до реки Тихая Сосна.
В апреле 1515 года после смерти отца, хана Менгли Герая, и воцарения своего старшего брата Мехмеда I Герая, Ахмед Герай был объявлен калга-султаном — наследником престола. После этого искал покровительства у великого князя московского Василия III Ивановича, пытаясь подготовить себе убежище на Руси. От своего отца Ахмед Герай получил в удельное владение Очаков (Ак-Чакум), откуда нападал на южные польские и литовские земли, просил Василия III помочь ему завоевать для себя Киев. В 1516 году великий князь московский Василий III обещал ему Касимов, если он выедет на Русь.
В 1516 году хан Мехмед I Герай встретился со своим младшим братом, калгой Ахмедом Гераем. Хан потребовал, чтобы калга покинул Очаков, примирился с польским королём Сигизмундом и отправил к нему в заложники своего сына Юсуфа. Однако Ахмед Герай отказался и уехал из Крыма в Очаков. Вскоре братья вновь встретились и примирились. Но через несколько месяцев Ахмед Герай бежал за Днепр, в Очаков.
В начале 1519 года калга Ахмед Герай Хромой отправил в Стамбул в качестве заложника своего старшего сына Геммета Герая, прося у султана Селима Явуза военной помощи в борьбе против хана Мехмеда I Герая.
В марте 1519 года хан Мехмед Герай отправил своих двух сыновей Бахадыра и Алпа Гераев с войском, приказав им разбить Ахмеда. Бахадыр Герай стал в Перекопе и закрыл путь в Крым. Алп Герай нашел мятежника в степях. Калга Ахмед Герай был убит своим племянником Алпом Гераем. Хан Мехмед I Герай назначил калгой своего старшего сына Бахадыра Герая (1519—1523).
Имел трех сыновей Геммета Герая, Юсуфа Герая и Бучака Герая.